# 篠崎正喜
篠崎 正喜（しのざき まさき、1945年1月16日 - ）は、日本の画家、絵本作家、イラストレーター、彫刻家。

## 作家活動
受賞
- 第4回リキテックスビエンナーレ奨励賞
- 第6回リキテックスビエンナーレ特別賞
- 第8回リキテックスビエンナーレ奨励賞
- アラカワアートフェステバル彫刻特賞
- 足立野外彫刻展設置候補
- エプソン・カラーイメージコンテスト　2001グラフィック+アート部門入選。

作品展
- 1993年 彩林堂
- 1995年 彩林堂
- 1995年 大阪セルベスギャラリー (JR西日本、大日本印刷、読売新聞後援)
- 2002年 さいたま市日進クエンチ
- 2008年 ギャラリー・オカベ

絵画
- 「午睡」他24点、樹下美術館蔵
- 「何処へ」元日本代表監督トルシェ蔵
- 「鉄の河」バニーコルアート社蔵
- 「夏の終わりに」バニーコルアート社蔵

絵本
- 「父は空母は大地」訳編-寮美千子 パロル舎 (97,学研中学2年道徳教科書に全文掲載)
- 「青いナムジル」文-寮美千子 パロル舎
- 「おおおとこエルンスト」シリーズ、文-寮美千子 小学館
- 「こどものためのサティ」文-立松和平 評論社
- 「クリスマスのうた」英語版、学研
- 「マザーグース」英語版、学研

ポスター
- 1989年 東京国際映画祭。
- 2006年 東京国際ボートショー
- 劇団四季ミュージカル「嵐の中の子供たち」「冒険者たち」「冒険者たち2」
- 劇団七曜日関連各種
- アメリカ映画「ネイティブ・ハート」

TVCM　
- ヤン坊マー坊天気予報背景画。
- 劇団四季「嵐の中の子供たち」「冒険者たち」。

TV番組
- NHKBSスペシャル、1995年8月5日「虹のかなたのH2O、精霊の巻」